# United Parcel Service

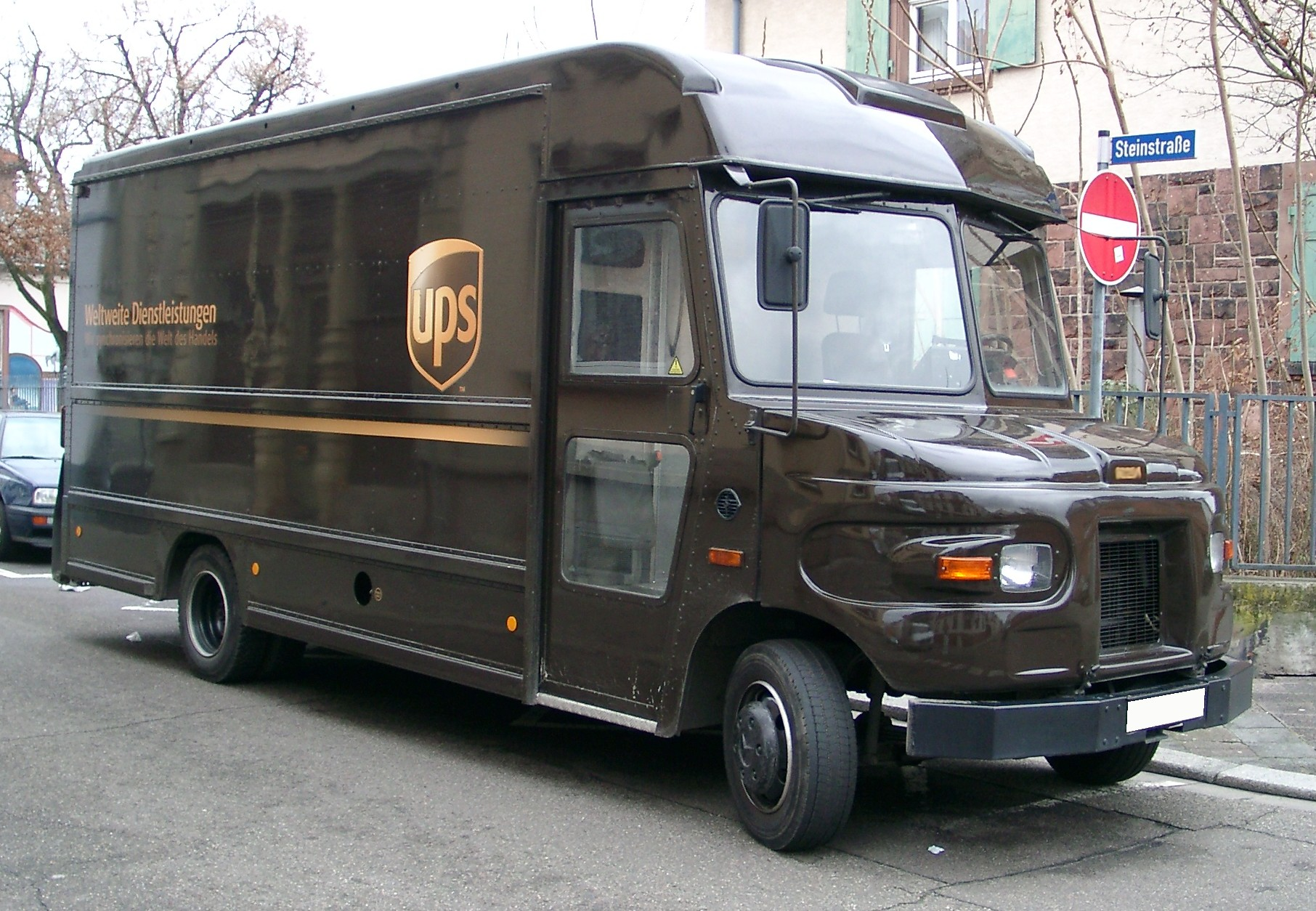
Автотранспорт компании United Parcel Service

United Parcel Service, Inc., или UPS — американская компания, специализирующаяся на экспресс-доставке и логистике. Штаб-квартира компании расположена в Атланте (штат Джорджия). Крупнейшим клиентом является компания Amazon, на неё в 2022 году пришлось 11,3 % выручки UPS.

## История
Компания была основана в 1907 году Джимом Кейси и Клодом Райаном в Сиэтле (штат Вашингтон) под названием American Messenger Company. Посыльные компании доставляли телеграммы и горячие обеды, а также выполняли другие мелкие поручения. В 1913 году компания объединилась с Motorcycle Delivery Company, образовав Merchants Parcel Delivery. С 1915 года транспорт компании (на то время несколько автомобилей и мотоциклов) начали красить в коричневый цвет, за что компания получила прозвище Big Brown («большая коричневая»). С 1918 года компания начала доставлять покупки из универмагов Сиэтла, что вплоть до конца 1940-х годов стало основным её источником выручки. В 1919 году была куплена служба доставки в Окленде (Калифорния), в связи с чем название компании было изменено на United Parcel Service («Объединённая служба посылок»). В 1920-х годах компания освоила ряд других городов западного побережья США, а в 1930 году вышла на восточное, начав работу в Нью-Йорке, туда же была перенесена штаб-квартира.
В 1953 году было решено расширить спектр услуг UPS, компания начала доставлять любые посылки в радиусе 250 км от её баз в Сан-Франциско, Чикаго и Нью-Йорке, в последующие годы список городов постоянно расширялся. Вес посылок был ограничен 20 кг, что позволяло доставлять их быстрее и дешевле, чем у конкурентов, которые не делали ограничений. В 1962 году Кейси отошёл от дел компании, новому руководству удалось увеличить темпы роста UPS, к концу десятилетия она работала в 31 штате, выручка превысила полмиллиарда долларов.
В 1975 году UPS стала первой компанией экспресс-доставки, которая могла доставлять грузы по любому адресу в 48 континентальных штатах США, а также в канадской провинции Онтарио. В 1976 году компания вышла на европейский рынок, начав осуществлять доставку отправлений в ФРГ. В 1980 году доставка 1,5 млрд посылок принесла выручку 4 млрд долларов. Однако в 1973 году появился серьёзный конкурент, FedEx, который предлагал доставку любого груза в течение суток с помощью самолётов, поэтому UPS в 1981 году решила также обзавестись собственным авиапарком; она предлагала доставку за 2 дня, но на 70 % дешевле, чем FedEx. В поддержку новой услуги компания в 1982 году впервые прибегла к телерекламе.
На российский рынок UPS вышла в 1989 году через совместное предприятие с «Совтрансавто», а в 2000 году создала полноценную собственную операционную сеть. В 1991 году штаб-квартира была перенесена в Атланту (Джорджия), в 1996 году компания потратила около 100 млн долларов на рекламу во время проходивших в этом городе Олимпийских игр. Этим UPS надеялась улучшить положение своих зарубежных операций, которые стабильно приносили убыток (около 1 млрд долларов в 1995 году). В 1998 году выручка компании превысила 20 млрд долларов, из них 13 % пришлось на зарубежную доставку, которая впервые дала прибыль. В 1999 году UPS провела первичное размещение акций, которое принесло 5,47 млрд долларов, рекордную на то время сумму. Вырученные средства были направлены на расширение в Латинскую Америку и Китай, были куплены сеть складов и логистическая компания, на основе которой было создано подразделение UPS Supply Chain Solutions, а также в 2001 году была куплена торговая сеть Mail Boxes Etc., переименованная в The UPS Store.

## Деятельность
Ежедневно компания доставляет более 24,3 млн единиц грузов 11,1 млн получателей в более чем 220 странах и территориях мира. Средняя выручка с единицы груза — $13,38.
Основные подразделения компании по состоянию на 2022 год:
- U.S. Domestic Package — доставка корреспонденции и грузов в США; выручка $64,2 млрд (из них $10,7 млрд — авиапочта).
- International Package — доставка корреспонденции и грузов в других странах; выручка $19,7 млрд.
- UPS Supply Chain Solutions — управление цепей поставок, выручка $16,4 млрд.

Компания имеет собственную авиакомпанию, UPS Airlines, со своим парком из 291 реактивных самолётов, которая является одной из самых больших в мире по размеру флота. Основным хабом является международный аэропорт Луисвилла (штат Кентукки), дополнительные хабы в Германии, КНР и Гонконге.
Автопарк насчитывает 125 тыс. единиц техники, компании принадлежит или арендуется более 1 тыс. складов в США и 800 в других странах.
В списке крупнейших публичных компаний в мире Forbes Global 2000 за 2022 год UPS заняла 100-е место. В списке крупнейших компаний США по размеру выручки Fortune 500 заняла 34-е место.
26 апреля 2022 года United Parcel Service приостановила коммерческую деятельность в России из-за вторжения на Украину.

## Дочерние компании
Основные дочерние компании по состоянию на 2022 год:
- США
  - Делавэр: BT Property Holdings, Inc., C.C. & E. I, L.L.C., Coyote Logistics, LLC, Coyote Logistics Midco, Inc., The UPS Store, Inc., United Parcel Service Co., United Parcel Service General Services Co., United Parcel Service of America, Inc., UPICO Corporation, UPS Expedited Mail Services, Inc., UPS Supply Chain Solutions, Inc., UPS Worldwide Forwarding, Inc.
  - Джорджия: UPINSCO, Inc.
  - Калифорния: Roadie, Inc.
  - Мэриленд: BT Realty II, Inc., BT Realty, Inc.
  - Огайо: United Parcel Service, Inc.
- Великобритания: Marken Ltd., UPS Global Treasury Plc, UPS Limited
- Германия: Marken Logistics GmbH, United Parcel Service LLC & Co. OHG, United Parcel Service Deutschland S.à.r.l. & Co. OHG, UPS Grundstucksverwaltungs GmbH
- Италия: Bomi Holding S.r.l., United Parcel Service Italia SRL
- Канада: United Parcel Service Canada Ltd., UPS SCS, Inc.
- Нидерланды: United Parcel Service Nederlands B.V.
- Сингапур: UPS Asia Group Pte. Ltd.
- Франция: United Parcel Service France SAS
- Чехия: United Parcel Service Czech Republic, s.r.o.